# Euphorbia semivillosa
Euphorbia semivillosa är en törelväxtart som först beskrevs av Jaroslav Ivanovic Yaroslav Ivanovich Prokhanov, och fick sitt nu gällande namn av Porphyriy Nikitich Krylov. Euphorbia semivillosa ingår i släktet törlar, och familjen törelväxter. Inga underarter finns listade i Catalogue of Life.